# نیروگاه مونتزیک
نیروگاه مونتزیک (به فرانسوی: Centrale de Montézic) یک منطقهٔ مسکونی در فرانسه است که در Montézic واقع شده‌است.